# Kleinbahn Lüben–Kotzenau
| Kursbuchstrecke: | 129n (1934)          |                                                          |                                                          |
| Streckenlänge: | 28,1 km              |                                                          |                                                          |
| Spurweite: | 1435 mm (Normalspur) |                                                          |                                                          |
| |                      |                                                          |                                                          |
| \| \| \| von Glogau \| \| \| \| 0,0 \| Lüben Kleinbahnhof \| Lüben Kleinbahnhof \| \| \| \| nach Liegnitz \| \| \| \| 4,4 \| Ober Oberau \| Ober Oberau \| \| \| 5,7 \| Mittel Oberau \| Mittel Oberau \| \| \| 9,7 \| Lubin (Landgemeinde)#Gemeindegliederung Ober Gläsersdorf \| Lubin (Landgemeinde)#Gemeindegliederung Ober Gläsersdorf \| \| \| 12,0 \| Nieder Gläsersdorf \| Nieder Gläsersdorf \| \| \| 15,4 \| Braunau (Kr Lüben) \| Braunau (Kr Lüben) \| \| \| 20,4 \| Seebnitz (Kr Lüben) \| Seebnitz (Kr Lüben) \| \| \| 23,4 \| Groß Kotzenau \| Groß Kotzenau \| \| \| 24,5 \| Winkel \| Winkel \| \| \| \| von Freystadt \| \| \| \| 28,1 \| Kotzenau Kleinbahnhof \| Kotzenau Kleinbahnhof \| \| \| \| nach Waltersdorf \| \| |                      |                                                          |                                                          |
| Strecke |                      | von Glogau                                               | von Glogau                                               |
| Bahnhof | 0,0                  | Lüben Kleinbahnhof                                       | Lüben Kleinbahnhof                                       |
| Abzweig ehemals geradeaus und nach links |                      | nach Liegnitz                                            | nach Liegnitz                                            |
| Bahnhof (Strecke außer Betrieb) | 4,4                  | Ober Oberau                                              | Ober Oberau                                              |
| Bahnhof (Strecke außer Betrieb) | 5,7                  | Mittel Oberau                                            | Mittel Oberau                                            |
| Bahnhof (Strecke außer Betrieb) | 9,7                  | Lubin (Landgemeinde)#Gemeindegliederung Ober Gläsersdorf | Lubin (Landgemeinde)#Gemeindegliederung Ober Gläsersdorf |
| Bahnhof (Strecke außer Betrieb) | 12,0                 | Nieder Gläsersdorf                                       | Nieder Gläsersdorf                                       |
| Bahnhof (Strecke außer Betrieb) | 15,4                 | Braunau (Kr Lüben)                                       | Braunau (Kr Lüben)                                       |
| Bahnhof (Strecke außer Betrieb) | 20,4                 | Seebnitz (Kr Lüben)                                      | Seebnitz (Kr Lüben)                                      |
| Bahnhof (Strecke außer Betrieb) | 23,4                 | Groß Kotzenau                                            | Groß Kotzenau                                            |
| Haltepunkt / Haltestelle (Strecke außer Betrieb) | 24,5                 | Winkel                                                   | Winkel                                                   |
| Abzweig ehemals geradeaus und von links |                      | von Freystadt                                            | von Freystadt                                            |
| Bahnhof | 28,1                 | Kotzenau Kleinbahnhof                                    | Kotzenau Kleinbahnhof                                    |
| Strecke |                      | nach Waltersdorf                                         | nach Waltersdorf                                         |

Die Kleinbahn-AG Lüben–Kotzenau verband mit ihrer Strecke die beiden größten Städte des Landkreises Lüben in Schlesien.

## Geschichte
Der ehemalige preußische Landkreis Lüben wurde 1871 samt seiner Kreisstadt durch die Breslau-Schweidnitz-Freiburger Eisenbahn-Gesellschaft an die Bahnstrecke Glogau–Liegnitz angeschlossen. Die 1890/91 eröffnete Staatsbahnstrecke Freystadt–Waltersdorf brachte auch für die Stadt Kotzenau einen Bahnanschluss.
Um die beiden Städte mit damals 7800 bzw. 4200 Einwohnern miteinander zu verbinden und auch die Mitte des Kreises zu erschließen, gründeten Gemeinden und Privatleute am 18. Juni 1914 eine Kleinbahngesellschaft. Nachdem die Teilstrecke Lüben–Braunau bereits am 21. Februar 1916 für den Wagenladungsverkehr in Betrieb genommen worden war, konnte die Strecke am 1. Dezember 1916 bis Kotzenau befahren werden. Die Eröffnung des Gesamtverkehrs fand wegen Personalmangels erst am 1. Oktober 1917 statt. Erbaut worden war die Kleinbahn von der AG Osthavelländische Kreisbahnen in Nauen, die auch die Betriebsführung übernahm, ab 1920 hatte Baurat Adolf Himbeck, der damals im Direktorium der OHKB saß, persönlich die Betriebsführung. An dessen Stelle trat 1929 die Firma Lenz & Co. GmbH.
1918 verkehrten zwei Zugpaare täglich, der Verkehr an Sonn- und Feiertagen wurde aber bald eingestellt. 1928 wurde der Feiertagsverkehr wieder aufgenommen. Ab 1930 verkehrten drei Zugpaare, die erhoffte Zunahme des Verkehrs blieb aber aus, so dass ab 1932 wieder nur zwei Zugpaare verkehrten, und auch der Feiertagsverkehr wieder eingestellt wurde. Ab 1937 verkehrte nur noch ein Zugpaar.
1945 Wurden die Fahrzeuge der Bahn in Richtung Westen gebracht, am 27. Januar standen sie am Bahnhof Sänitz der Kleinbahn Wehrkirch-Rothenburg-Priebus. Schließlich landeten sie bei der Nauendorf-Gerlebogker Eisenbahn.
Die Wiederinbetriebnahme der Strecke brauchte etwas Zeit. 1946 war noch kein Betrieb, 1950 verkehrten wieder zwei Zugpaare.
1985 wurde der Personenverkehr eingestellt, 1987 auch der Güterverkehr, da die Strecke in zu schlechtem Zustand war. Die Strecke wurde stillgelegt.

## Strecke
Die normalspurige Strecke begann im Kleinbahnhof Lüben und erreichte in westlicher Richtung führend nach 28 Kilometern den Kleinbahnhof Kotzenau, wo der Anschluss an die Nebenbahn Freystadt–Reisicht hergestellt wurde. Hier befanden sich auch die Verwaltung der Bahn und ihr Betriebsmittelpunkt.
- 0,0 Lüben Kleinbahnhof
- 4,4 Ober Oberau
- 5,7 Mittel Oberau
- 9,7 Ober Gläsersdorf
- 12,0 Nieder Gläsersdorf
- 15,4 Braunau (Kr Lüben)
- 20,4 Seebnitz (Kr Lüben)
- 23,4 Groß Kotzenau
- 24,5 Winkel Hp
- 28,1 Kotzenau Kleinbahnhof

In den Sommerfahrplänen 1927 und 1934 sind zwei Zugpaare verzeichnet, 1939 bis 1944 nur noch ein Paar; sonntags fand kein Verkehr statt. Im Jahr 1939 wurde von der Deutschen Reichsbahn eine Omnibuslinie eröffnet, die von Lüben nach Kotzenau führte. Der Fahrplan für 1941 enthält werktags drei Fahrten und sonntags eine.
Der Fahrzeugpark der Kleinbahn umfasste 1939 zwei Dampflokomotiven, drei Personen-, einen Pack- und zwölf Güterwagen.